# Conflit sexuel

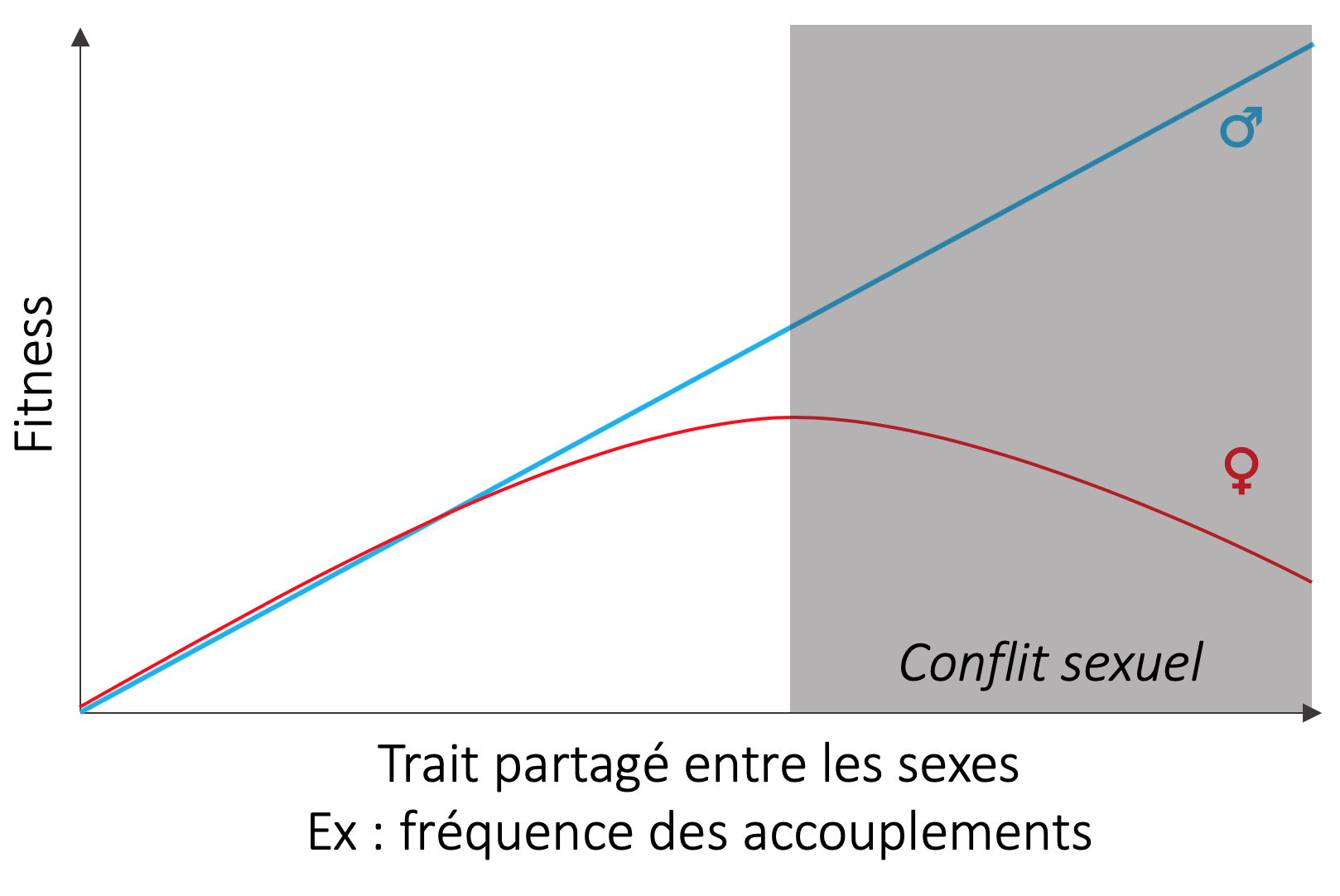
Illustration théorique du conflit sexuel. Le graphique représente la fitness, des femelles en rouge et des mâles en bleu, en fonction de la valeur d'un trait partagé par les deux sexes. Les formes des fonctions sont tirées d’un exemple, classique chez les insectes,, d'un conflit sexuel par rapport à la fréquence des accouplements dans la population (voir études détaillées).

En biologie évolutive, le conflit sexuel se produit dès que les mâles et les femelles d’une même espèce ont des intérêts évolutifs (fitness) opposés par rapport à un caractère qu'ils partagent (ou trait d'histoire de vie partagé) ,. Par exemple, lorsque les femelles ont un intérêt évolutif à la diminution du caractère partagé et les mâles un intérêt évolutif à l'augmentation du caractère partagé. La zone grisée du graphique ci-contre illustre cette situation.
L’intuition principale pour comprendre le conflit sexuel est que les femelles, par définition, produisent des gamètes plus gros, coûteux et donc en quantité limitée alors que les mâles produisent des gamètes plus petits, moins coûteux et en grand nombre. C'est cette différence de taille des gamètes entre les sexes (anisogamie) qui sélectionne des stratégies reproductives différentes et potentiellement conflictuelles entre les sexes. Ainsi, les mâles sont en compétition pour les gamètes femelles en quantité limitée et seront sélectionnés pour des stratégies qui leur permettent d’accaparer la paternité sur le plus grand nombre possible de gamètes femelles. Cependant, ces stratégies peuvent nuire indirectement aux partenaires sexuelles femelles elles-mêmes, en les empêchant d'adopter des stratégies qui maximisent leur propre fitness (cf. mise en évidence expérimentale du conflit sexuel).
Le conflit sexuel est donc un cas biologique de tragédie des biens communs, où le commun est la capacité reproductive totale de la population (ou quantité totale d’œufs produite par les femelles dans la population), qui se retrouve diminuée indirectement par les stratégies adoptées par les mâles. En biologie évolutive, le conflit sexuel est un cas particulier de sélection sexuelle, non mutuellement exclusif des autres formes de sélection sexuelles et sélections naturelles. C’est aussi un cas particulier de sélection antagoniste qui se produit entre les sexes d’une même espèce.
Le conflit sexuel touche toutes les espèces sexuées (dont les hermaphrodites) dans beaucoup d’aspects de leur biologie,. Il a surtout été étudié chez les animaux mais il y a aussi des preuves de conflit sexuel chez les plantes. À titre d'exemples, il peut y avoir conflit sexuel par rapport à la fréquence des accouplements, par rapport à l'investissement parental, par rapport à la longueur des pattes à l’âge adulte, par rapport au nombre de partenaires sexuels, par rapport à l’expression d’un gène à tel moment du développement, par rapport à la séquence d’un gène dans le génome, etc.
Sur le plan génétique, il est important de comprendre que les deux sexes ne sont pas sélectionnés pour les mêmes stratégies évolutives et ne produisent pas les mêmes gamètes alors même qu'ils partagent le même génome autosomal (chromosomes sexuels mis à part). On comprend alors que, si l'expression d'un gène autosomal favorise la spermatogenèse chez les mâles mais diminue l'ovogenèse s'il s'exprime chez les femelles, alors il y aura conflit sexuel par rapport au taux d'expression de ce gène puisqu'il est présent chez les deux sexes (voir deuxième étude de cas). On distingue en fait deux types de conflits sexuels au niveau génétique, selon le nombre de locus en conflit dans le génome : le conflit intra-locus et inter-locus. (voir section dédiée).
L'une des conséquences possibles est la coévolution antagoniste des sexes dans une course à l’armement où chacun des sexes est sélectionné pour des traits d’histoire de vie (ou caractères) qui lui sont favorables mais qui sont délétères pour l’autre sexe. Une autre conséquence peut être la résolution du conflit par l'apparition d'un dimorphisme sexuel ,. Par exemple, lorsqu’il y a conflit par rapport à l’expression d’un gène, il est théoriquement possible que ce gène évolue un taux d’expression différent dans les deux sexes, leur permettant chacun une adaptation propre à leur intérêt sans que cela n’impacte l’autre sexe. Cependant, par exemple, lorsqu’il y a conflit sexuel par rapport à la fréquence des accouplements dans la population, cette fréquence est par définition la même pour les mâles et les femelles, ainsi, ce conflit ne peut pas être résolu.
En théorisant les divergences d'intérêts évolutifs entre les sexes au sein d'une même espèce sexuée, cette théorie permet une compréhension scientifique de l'évolution de certains caractères qui semblaient contre-intuitifs avant. C’est le cas pour les inséminations traumatiques, la présence d’agents anti-aphrodisiaques dans le sperme, les combats pré-copulatoires, etc. Un des articles fondateurs date de 1976.

## Mise en évidence expérimentale
Le harassement des femelles par les mâles, et l'élévation du nombre d'accouplements, diminue la longévité des femelles, chez les drosophiles. Partridge and Fowler, Insect Physiol. 1990 & Fowler and Partridge, Nature 1989.
En monogamie forcée chez les drosophiles, les intérêts évolutifs des deux sexes sont alignés et le conflit sexuel disparait. Après 35 générations, les femelles vivent plus longtemps sous ce régime de monogamie que sous un régime polygame et ont une meilleure fitness. Si on compare les femelles monogames et les polygames en situation de polygamie, les femelles polygames survivent mieux. Ce qui est sélectionné ce n'est pas que les mâles blessent les femelles, c'est qu'ils maximisent leur propre fitness individuel, ce qui lorsqu'ils sont en groupe, est problématique pour les femelles.

## Études détaillés de deux cas

### Conflit sexuel par rapport à la fréquence des accouplements chez les insectes semi-aquatiques (typeGerridae)
Pour les mâles d’une population, chaque accouplement avec une nouvelle femelle augmente le nombre d’œufs qu’ils fécondent, et donc leur fitness (cf : graphique ci-dessus). Il y a bien sûr des coûts à la reproduction, par exemple une perte de temps de recherche de nourriture ou une augmentation des risques d’infection sexuelle,. On peut estimer ces coûts proportionnels au nombre d’accouplements.
Pour les femelles, qui produisent des œufs à une certaine fréquence, les accouplements augmentent leur fitness jusqu'à ce que la fréquence soit suffisante pour féconder tous leurs œufs. Au delà de cette fréquence, tous les accouplements sont superflus et seuls les coûts s'expriment. Ces accouplements sont donc en fait délétères,. Ainsi, pour les femelles, il existe un maximum de fitness atteint pour une fréquence d'accouplement optimale (cf : graphique ci-dessus). En plus, chez ces espèces les femelles ont une spermathèque qui leur permet de conserver le sperme des mâles,, ce qui a pour effet de diminuer la fréquence optimale. Lors de l'accouplement les femelles sont en dessous des mâles ce qui augmente le risque de prédation venant de sous la surface de l'eau et augmente aussi les coûts à la reproduction uniquement pour les femelles.
Le résultat est que lorsque la fréquence des accouplements est au delà de l'optimale des femelles il y a conflit sexuel (cf : graphique ci-dessus). Il y a une sélection à la diminution des accouplements chez les femelles et inversement chez les mâles. Dans ces espèces, on observe que les femelles restent plus souvent cachées dans des 'refuges' proches du littoral, tandis que les mâles restent en environnement exposé (plus au large) où se trouve plus fréquemment la nourriture. Une interprétation possible est que les femelles évitent les mâles qui, eux, les attendent là où elles vont se nourrir. Ces comportements sont des adaptations de chaque sexe au regard de leur sélection sur la fréquence des accouplements.
Une autre adaptation comportementale très répandue chez ces espèces sont les luttes pré-copulatoires. Les femelles se débattent. Cela a pour effet de déloger les mâles qui multiplient les tentatives d'accouplement. Les conditions de réceptivité des femelles sont parfois complexes mais elles dépendent de la faim et de la fréquence d'arasement par les mâles (nombre de mâles * fréquence par mâle),. Tout se passe comme si les femelles cherchaient un optimal entre nutrition, nombre d'accouplements et investissement, sous forme de lutte, pour les éviter,. Ces luttes peuvent être très spectaculaires en impliquant toutes les pattes des deux individus (détaillé dans ), et durer jusqu'à 30 secondes.

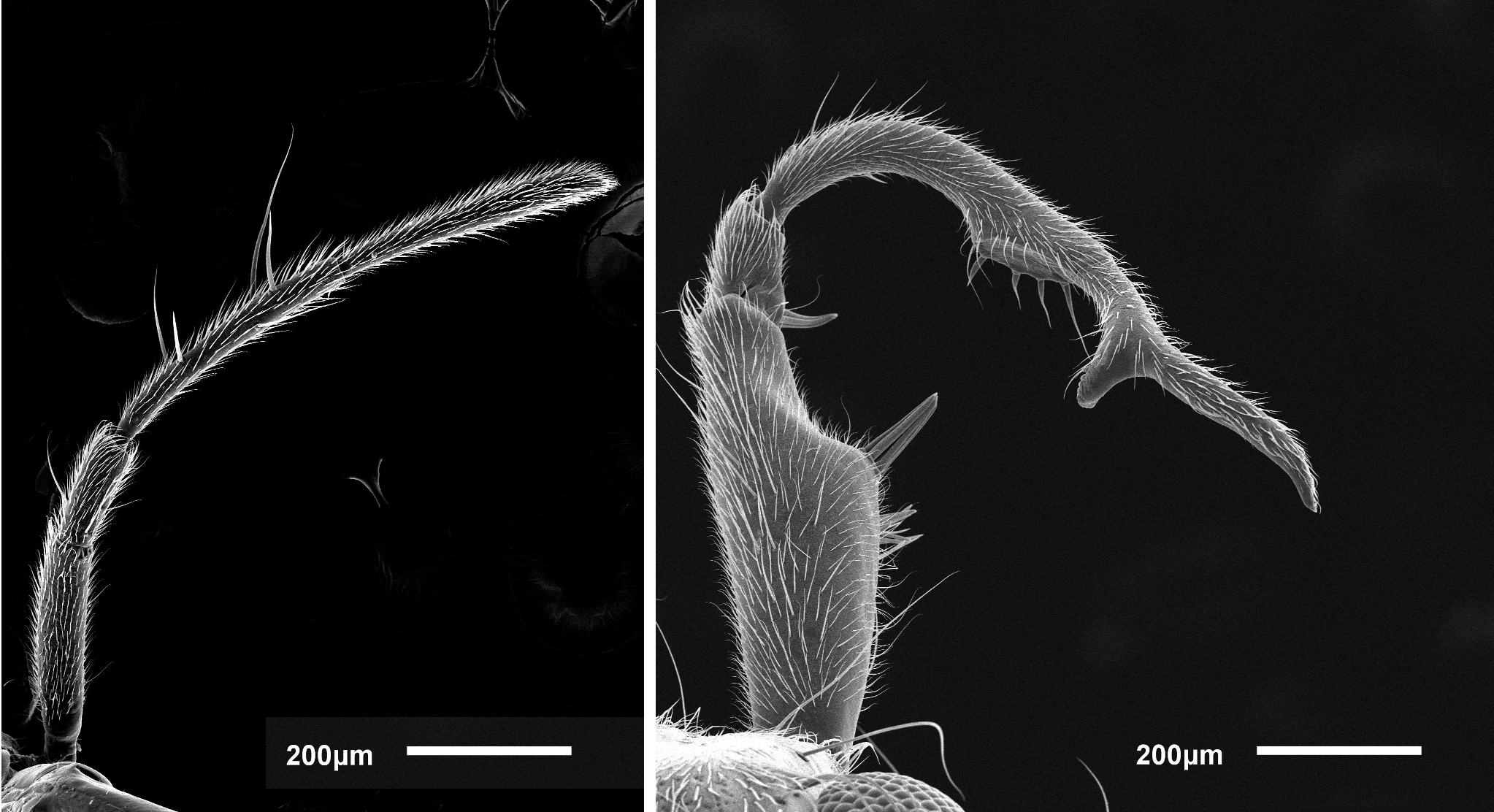
Comparaison de l'antenne femelle (gauche) et mâle (droite) de R.rileyi adultes, en vue de profil, position naturelle de repos. L'antenne du mâle est drastiquement modifiée par rapport à celle de la femelle, qui est proche de l'état ancestral d'après la phylogénie du groupe. La forme générale de l'antenne du mâle ressemble à un crochet, et permet à celui-ci d'attraper la tête de la femelle lors des accouplements. Images obtenues par microscopie électronique à balayage.

Il existe aussi des adaptations morphologiques. Selon les espèces, les femelles peuvent par exemple présenter un crochet sur le dos qui empêche le mâle de se mettre en position d'accouplement, ou un pic sur la face dorsale postérieure de l'abdomen qui empêche le mâle d'insérer ses parties génitales, ou un abdomen affiné plus difficile à attraper pour les mâles. Les mâles peuvent présenter des peignes aux extrémités des pattes, ou des muscles fémoraux très puissants, voire des pics sur les pattes pour attraper les femelles et les maintenir. Chez l'espèce G. incognitus, en réponse au pic dorsal postérieur de leurs femelles, les mâles ont été sélectionnés pour une forme d'abdomen complémentaire qui 'contourne' le pic. Dans certaines formes exacerbées, comme chez R. rileyi (image ci-contre), même les antennes des mâles sont modifiées en puissants crochets qui peuvent verrouiller la têtes des femelles.
En conclusion, il est intéressant de noter que ces adaptations entrent toutes dans un cycle initié par le conflit sexuel par rapport à la fréquence des accouplements : adaptation d'un sexe à l'adaptation de l'autre (quelle que soit la forme que prennent ces adaptations). On peut parler de course à l'armement, (voir section ci-dessous pour plus de détails). Toutes ces adaptations ont un coût énergétique , et il est possible qu'il y ait des séquences de désescalade de l'armement. À toutes les étapes, la fréquence des accouplements dépend, en fait, de la différence d'armement entre les deux sexes.

## Génétique
Selon qu'un seul locus génétique (ou gène) soit impliqué ou plusieurs, on parle respectivement de conflit intra-locus ou inter-locus.

### Conflit sexuel intra-locus
C'est lorsqu'un seul locus génétique est à la source d'un conflit sexuel. Le gène en question possède au moins deux allèles, dont l'un est favorable aux femelles et défavorable aux mâles, et l'autre allèle est favorable aux mâles et défavorable aux femelles. Le deuxième cas détaillé ci-dessus est typiquement un conflit sexuel intra-locus. Les deux cas les plus simples sont lorsque les allèles différent selon le niveau d'expression du gène en question (par exemple ), ou différent selon la séquence de la protéine codée par le gène. Mécaniquement, on peut imaginer qu'un allèle est toxique pour un sexe, tandis qu'il accélère un processus clef chez l'autre sexe.

#### Les gènes en conflit sexuel chez la moucheD. melanogasteret l'être humain
Répartition chez D. melanogaster et corrélation entre le profil d'expression sex-spécific des gènes et une sélection antagoniste entre les sexes, moyennée sur tout le génome, chez D. melanogaster et l'être humain.

### Conflit sexuel inter-locus
C'est lorsque plusieurs loci génétiques (ou gènes) sont impliqués dans un conflit sexuel. Cette notion est un peu plus complexe.